# 武者小路公秀
武者小路公秀（1929年10月21日—2022年5月23日）是日本国际政治学者，曾任联合国大学副校长。

## 生平
武者小路公秀于1929年10月21日出生。东京都人。1953年学习院大学政经学部毕业后，曾留学于美国和法国。
1962年任学习院大学法学部副教授。1965年任美国西北大学客座教授。1967年任学习院大学法学部教授，后任上智大学教授、国际问题研究所所长。1976年4月任联合国大学副校长，直至1989年卸任。1989年任明治學院大學国際学部教授。1998年任菲利斯女学院大学国際学部教授。2001年任中部大学高等学術研究所所長、中部大学国際学部教授。
2022年5月23日逝世。

## 主要著作
- 《现代法国的政治意识》
- 《从肯尼迪到戴高乐》
- 《国际政治和日本》
- 《多极化时代的日本外交》